# Asszumpcionisták
Az asszumpcionisták (assumptio = "mennybevétel") egy katolikus szerzetes kongregáció, a Mária Mennybevételéről Nevezett Ágostonos Kongregáció (latinul Pia Societas Presbyterorum ab Assumptione, Augustiniani ab Assumptione, rövidítve: A.A.), valamint más, Mária mennybevételéről elnevezett szerzetesi társulások tagjai.

## Mária Mennybevételéről Nevezett Ágostonos Kongregáció

### Történetük
A Mária Mennybevételéről Nevezett Ágostonos Kongregációt (Congrégation des Augustines de l'Assomption; Pia Societas Presbyterorum ab Assumptione; Augustiniani ab Assumptione; rövidítve: A.A.) 1845-ben alapította örökös fogadalmas kongregációként Emmanuel d'Alzon atya Nîmes-ben a katolikus tanítás terjesztésére, az egyház szabadságának védelmére és az elszakadt egyházak visszatérítésére. Jelszavuk: "Adveniat Regnum tuum" ("Jöjjön el a te országod!"). 1857-ben nyertek pápai engedélyt, amit XI. Piusz pápa hagyott jóvá 1923-ban, 1929-ben pedig az ágostonos harmadrendbe illesztette őket.
1901-ben Franciaországban a szekularizáció során a kongregációt betiltották, ekkor tagjai szétszóródtak Európában és Amerikában. Az 1917-es októberi orosz forradalom és a világháborúk következtében törökországi, bulgáriai, romániai és oroszországi intézményeik elpusztultak. 1928-ban Afrikában, Belga Kongóban is megtelepedtek. Jelenleg Franciaországban, Belgiumban, Hollandiában, Angliában, Észak- és Dél-Amerikában, Kelet-Ázsiában és Madagaszkáron működnek.
1988-ban 152 rendházban 1083 tag élt, ebből 854 pap.

### Tevékenységük
IX. Piusz pápa 1863-ban keletre küldte őket, hogy egyengessék az ortodox egyházzal való egyesülés útját. XIII. Leó pápa e megbízást 1895-ben megújította. Tanítással, jeruzsálemi, római, lourdes-i zarándoklatok szervezésével és a katolikus sajtó terjesztésével és katolikus iskolák fenntartásával foglalkoznak. Folyóiratuk 1895-ben az Échos d’Orient, 1953-tól pedig a Revue des études byzantines.

## Asszumpcionista nővérek

### Mária Mennybevételéről Nevezett Nővérek
1839-ben alapította Emmanuel Joseph d'Alzon segítségével Marie-Eugénie de Jesus Milleret. A nővéregyesület feladata a keresztény leánynevelés és a kontempláció, mindenekelőtt az Eucharisztia imádása. Működésüket 1888-ban hagyta véglegesen jóvá XIII. Leó pápa. Jelenleg Franciaországban, Spanyolországban, Olaszországban, Amerikában és Kelet-Ázsiában tevékenykednek.

### Mária Mennybevételéről Nevezett Kis Nővérek
Francia nevük: Petites Soeurs de l'Assomption Pernettes. 1865-ben alapította az asszumpcionista Claude Étienne Pernet és Marie de Jésus Fages. Feladatuk a szegények és betegek ingyenes otthoni ápolása, valamint a népmisszió és a hitoktatás. Végérvényesen XIII. Leó pápa ismerte el őket 1888-ban. Jelenleg Európában, Amerikában és Délkelet-Ázsiában (Fülöp-szigetek) tevékenykednek.

### Mária Mennybevételéről Nevezett Obláták
Emmanuel Joseph d'Alzon és Emmanuel-Marie Correnson alapította 1867-ben az asszumpcionista kongregáció missziós munkájának segítésére. XIII. Leó pápa dekrétumban dicsérte meg őket, véglegesen pedig XI. Piusz pápa hagyta jóvá működésüket, 1927-ben. Törökország európai területein, Kis-Ázsiában és a Balkánon működtek. A politikai zavargások és a két világháború súlyosan hátráltatta munkájukat. Jelenleg Európában és Afrikában tevékenyek.